# Ocean Man 69E
Ocean Man 69E är ett reservat i Kanada.   Det ligger i provinsen Saskatchewan, i den sydöstra delen av landet, 2 100 km väster om huvudstaden Ottawa.
Trakten runt Ocean Man 69E består till största delen av jordbruksmark. Trakten runt Ocean Man 69E är nära nog obefolkad, med mindre än två invånare per kvadratkilometer.